# المالی
ایلمالی (به ترکی استانبولی: Elmalı) شهری است در کشور ترکیه که در استان آنتالیا واقع شده‌است. جمعیت این شهر بر اساس سرشماری سال ۲۰۰۸ میلادی ۱۴٬۴۴۲ نفر و بر اساس برآوردهای سال ۲۰۰۹ میلادی ۱۴٬۸۴۶ نفر می‌باشد.